# Inderst Inde
Inderst Inde (originaltitel: Inside Out) er en amerikansk computeranimeret fantasy-komediefilm fra 2015, produceret af Pixar Animation Studios og Walt Disney Pictures. Den blev efterfulgt af Inderst Inde 2 i 2024.

## Medvirkende
| Rolle                       | Engelsk stemme    | Dansk stemme           |
| --------------------------- | ----------------- | ---------------------- |
| Glæde                       | Amy Poehler       | Cecilie Stenspil       |
| Triste                      | Phyllis Smith     | Lisbeth Wulff          |
| Frygt                       | Bill Hader        | Jacob Morild           |
| Vrede                       | Lewis Black       | Jesper Christensen     |
| Afsky                       | Mindy Kaling      | Lærke Winther          |
| Bing Bong                   | Richard Kind      | Anders Bircow          |
| Riley                       | Kaitlyn Dias      | Alma Aaberg Plougman   |
| Mor                         | Diane Lane        | Anette Støvelbæk       |
| Far                         | Kyle MacLachlan   | Lars Mikkelsen         |
| Sletter Bobby               | Bobby Moynihan    | Troels Malling Thaarup |
| Drømmeinstruktør            | Paula Pell        | Pernille Schrøder      |
| Mors Frygt                  | Laraine Newman    |                        |
| Mors Vrede                  | Paula Pell        | Julie Carlsen          |
| Underbevidsthedsvagt Frank  | Dave Goelz        | Steen Rasmussen        |
| Underbevidsthedsvagt Dave   | Frank Oz          | Michael Wikke          |
| Skramle                     | Josh Cooley       | Hans Henrik Bærentsen  |
| Mindebetjent Jack           | Flea              | Thomas Mørk            |
| Fritz                       | John Ratzenberger | Lasse Lunderskov       |
| Brasiliansk helikopterpilot | Carlos Alazraqui  | Ernesto Piga Carbone   |
| Klovns Glæde                | Peter Sagal       | Ernesto Piga Carbone   |

## Produktion
Tekst mangler, hjælp os med at skrive teksten

## Modtagelse
Tekst mangler, hjælp os med at skrive teksten